# Ceylon Workers Congress
Congrés de Treballadors de Sri Lanka (Sri Lankan (Ceylon) Workers' Congress, CWC) és un partit polític de Sri Lanka que fou fundat el 1939 amb el nom de Ceylon Indian Congress i és principalment conegut com a Ceylon Workers Congress.
Representa als treballadors tàmils de les plantacions de les regions centrals especialment de Kandy i Nuwara Elia amb important població tàmil. Aquest tàmils són diferents dels de la part nord-est de l'illa que porten segles instal·lats allí, ja que foren portats de Tamil Nadu pels britànics al segle xix; la majoria van rebre la ciutadania singalesa el 1947 (mig milió foren repatriats); els que no havien obtingut la ciutadania dels britànics la van obtenir del govern singalès el 1986.
El Ceylon Workers Congress fou fundat per Saumyamoorthy Thondaman com un sindicat de treballadors indis i derivació del Ceylon Indian Congress (CIC) creat el 1939. Thondaman li va donar el nom de Ceylon Workers Congress (CWC) i va esdevenir el principal sindicat de l'illa. El 1956 una part es va escindir sota la direcció del secretari general del grup, A. Aziz, i va formar el Congrés Democràtic de Treballadors (Democratic Workers Congress). Thondaman continuà al front del CWC fins a la seva mort el 1999. A les eleccions del 2004 va participar aliat al Front d'Unitat Nacional (dreta).